# 高橋進 (経済学者)
高橋 進（たかはし すすむ、1953年1月28日 - ）は、日本のエコノミスト、経済学者。早稲田大学大学院客員教授、内閣府政策統括官、株式会社日本総合研究所理事長等を務めた。栃木県出身。

## 来歴
栃木県出身。都立西高校を経て、1976年に一橋大学経済学部を卒業し住友銀行入行。ロンドンに駐在して欧州経済調査等を担当した後、1990年から日本総合研究所へ出向。2011年同理事長に就任した。
2000年から2004年まで早稲田大学大学院アジア太平洋研究科客員教授、2003年から2005年まで近畿大学経済学部・経営学部客員教授。
2005年小泉内閣下で、大田弘子の後任として、民間出身者として3人目、民間企業出身者としては初の内閣府政策統括官として登用される。経済財政諮問会議事務局などを担当。2008年に発足した地域・生活者起点で日本を洗濯（選択）する国民連合の幹事および、内閣官房地球温暖化問題に関する懇談会委員に就任。2009年文部科学省国際教育交流政策懇談会委員。
2009年鳩山由紀夫内閣下で、行政刷新会議第3ワーキンググループ評価者に就任。2013年第2次安倍内閣で内閣府経済財政諮問会議議員。
他に横浜市専門委員、立命館大学経済学部客員教授、財務省アドバイザリー・グループ・メンバー、ワールドビジネスサテライトコメンテーター、21世紀臨調「新しい日本をつくる国民会議」運営委員長、言論エヌピーオー理事等も歴任。
2013年から14年にかけての法人減税を巡る議論では、産業競争力会議議員の竹中平蔵や政府税制調査会の大田弘子、経団連会長（当時）の米倉弘昌、経済同友会元会長の牛尾治朗らと共に法人減税の急先鋒として、法人税率を引き下げれば税収総額は逆に増えるとする効用を説き、法人減税に導いた。

## 年譜
- 1953年 栃木県生まれ
- 1972年 東京都立西高等学校卒業[5]
- 1976年 一橋大学経済学部卒業、住友銀行入行[6]
- 1979年 住友銀行調査第一部[6]
- 1982年 住友銀行調査部ロンドン駐在[6]
- 1987年 住友銀行経済調査部[6]
- 1990年 日本総合研究所調査部主任研究員[6]
- 1996年 日本総合研究所調査部長/チーフエコノミスト[6]
- 2000年 早稲田大学大学院アジア太平洋研究科客員教授（2004年度まで）[6]
- 2003年 近畿大学経済学部客員教授（2005年度まで）[6]
- 2004年 日本総合研究所理事[6]
- 2005年 内閣府政策統括官（経済財政分析担当）[6]
- 2007年 日本総合研究所副理事長[6]
- 2008年 内閣官房温暖化問題懇談会委員、地域・生活者起点で日本を洗濯（選択）する国民連合幹事[6]
- 2009年 内閣府行政刷新会議第3ワーキンググループ評価者（鳩山由紀夫内閣）、文部科学省国際教育交流政策懇談会委員[6]
- 2011年 日本総合研究所理事長[6]
- 2013年 内閣府経済財政諮問会議議員、内閣府地域経済に関する有識者懇談会座長（第2次安倍内閣、第3次安倍内閣、第3次安倍第1次改造内閣）、法務省出入国管理政策懇談会委員[5]
- 2014年 住友重機械工業取締役[7]
- 2015年 内閣官房一億総活躍国民会議民間議員（第3次安倍第1次改造内閣）[5]
- 2016年 内閣府宇宙政策委員会宇宙産業振興小委員会座長、内閣府総合科学技術・イノベーション会議専門委員、経済産業省長期地球温暖化対策プラットフォーム委員、内閣官房働き方改革実現会議委員（第3次安倍第2次改造内閣）[5]
- 2017年 内閣官房人生100年時代構想会議民間議員（第3次安倍第3次改造内閣）[5][8]
- 2018年 日本総合研究所チェアマン・エメリタス[9]、法務省外国人材の受入れ･共生のための総合的対応策検討会構成員[5]
- 2019年 内閣府規制改革推進会議議長代理[10][11]、内閣府休眠預金等活用審議会会長[12][13]、内閣府沖縄振興審議会会長[5][14]、内閣府パラダイムシフトと日本のシナリオ懇談会メンバー[5]、横浜市新たな劇場整備検討委員会委員長[15]
- 2020年 インフラ海外展開に関する新戦略策定に向けた懇談会座長[16]
- 2022年 技能実習制度及び特定技能制度の在り方に関する有識者会議座長代理[17]

## 出演番組

### テレビ
- ワールドビジネスサテライト（テレビ東京）
- ウェークアップ!ぷらす （読売テレビ）
- 日曜討論（NHK）
- 報道2001（フジテレビ）
- 新報道2001（フジテレビ）
- いま世界は（BS朝日）

ほか

### ラジオ
- 中西一清スタミナラジオ（RKBラジオ）